# Alisanos
Alisanos, aussi orthographié Alisanus est un dieu de la religion gauloise attesté par deux inscriptions. Son nom est d'abord associé au toponyme d'Alésia ou pourrait dériver de l'Aulne. Le théonyme pourrait également le relier à des fonctions liées à la montagne.

## Étymologie
L'étymologie du nom Alisanos est incertaine. Il pourrait dériver de la ville d'Alésia. Le théonyme est également souvent rapproché du nom celtique de l'aulne (Alisos) ou d'un terme signifiant « la hauteur rocheuse » comme c'est le cas pour Alésia. Des parallèles tendent à faire un lien entre Alisanus et Gobannos, cependant cette hypothèse semble relever « de la pure conjecture ». De par son théonyme, on lui associe également la fonction de dieu des montagnes ou de « dieu du rocher ».

## Inscriptions
Deux inscriptions indiquent l'existence d'un dieu nommé Alisanus chez les Éduens. 
L'inscription de Gevrey-Chambertin en Côte-d'Or est en langue gauloise:
DOIROS SEGOMARI
IEVRV ALISANV
Doiros (fils) de Segomaros a dédié (ceci) à Alisanos
L'inscription de Visignot, également dans la Côte-d'Or, est en latin:
DEO·ALISANO·PAVLLINVS ❧
PRO·CONTEDIO·FIL·SVO ❧
V·S·L·M·

### Pages connexes
- Religion celtique